# Brasacanthus
Brasacanthus is een geslacht van haakwormen uit de familie Echinorhynchidae. De wetenschappelijke naam van het geslacht werd voor het eerst geldig gepubliceerd in 2001 door Thatcher.

## Soorten
- Brasacanthus sphoeroides Thatcher, 2001